# Aphelops
Az Aphelops az emlősök (Mammalia) osztályának páratlanujjú patások (Perissodactyla) rendjébe, ezen belül az orrszarvúfélék (Rhinocerotidae) családjába tartozó fosszilis nem.

## Tudnivalók
Az Aphelops Észak-Amerika endemikus orrszarvúja. Az állat a miocén korban és a pliocén kor elején élt, 20,43-5,33 millió évvel ezelőtt. Körülbelül 15,1 millió évig maradt fent.

## Rendszertani besorolása
Az Aphelopsot 1845-ben Owen írta le először, aztán 1873-ban és 1874-ben Edward Drinker Cope is leírta ezt az állatot. Csak 1845-ben, Owen az orrszarvúfélék közé helyezte az állatot; 1988-ban Carroll és 2006-ban Hulbert és Whitmore megerősítették a családba való helyezését. 1998-ban Prothero az Aceratheriinae alcsaládba sorolja az Aphelopsot.

## Rendszerezés
A nembe az alábbi fajok tartoztak:
- Aphelops cristalatus
- Aphelops longipes
- Aphelops malacorhinus - szinonimája: Aphelops longinaris
- Aphelops megalodus
- Aphelops mutilus - szinonimája: Aphelops kimballensis
- Aphelops fossiger

## Testtömege
M. Mendoza, C. M. Janis és P. Palmqvist 5 Aphelops példánynak próbálták megállapítani a testsúlyát. A következő eredményeket kapták:
- 1. példány: 265,7 kg.
- 2. példány: 474,0 kg.
- 3. példány: 3327,5 kg.
- 4. példány: 1283,3 kg.
- 5. példány: 261,9 kg.

## Fordítás
- Ez a szócikk részben vagy egészben  az   Aphelops című angol Wikipédia-szócikk fordításán alapul.  Az eredeti cikk szerkesztőit annak laptörténete sorolja fel. Ez a jelzés csupán a megfogalmazás eredetét és a szerzői jogokat jelzi, nem szolgál a cikkben szereplő információk forrásmegjelöléseként.